# Споменик Нишлијама обешеним од Турака 1821.
Споменик Нишлијама обешеним од Турака 1821.  смештен је у центру Ниша испред тврђавског моста. Правоугаоног је облика, са нешто ширим и профилисаним постољем и пирамидалним завршетком, постављеним на четири нижа стуба. Својим архаичним обликом и димензијама подсећа на надгробне стеле.

## Изглед
Споменик је изграђен од белог камена са високим квадратним постољем и профилисаним правоугаоним стубом са куполицом и крстом на врху. На све четири стране споменика налазе се натписи са дубоком на ционалном симболиком:
- На основу првог натписа сазнајемо да је:

Споменик освећен у време краља Петра I Карађорђевића и митрополита Димитрија, 29. децембра 1913. године.
- Други натпис указује на то коме је посвећен овај споменик:

1821-1913. епископу нишком Милентију, проти Стојану, свештенику Ђорђу и грађанима нишким Младену, Голубу и Радосаву, који су на овом месту обешени, те мученички пострадали, трећег дана Св. Тројице 1821. За велику српску идеју - ослобођење, подиже овај споменик епископ ни-шки Доситеј са целокупним свештенствм града Ниша.
- Трећи натпис представља цитат из Горског вијенца, црногорског владике Његоша:

Крст ности камо је суђено
Страшне борбе водоти туђином
Тежак вијенац да је
Воће слатко
Васкрсење не бива без смрти“
- Четврти натпис је цитат из Јеванђеља:

Слава и част и мир сваком који добро чини (Римљ...)
Споменик је свечано откривен 29. децембра 1913. године на 35-ту годишњицу ослобођења Ниша од Турака и 1600 годишњицу Миланског едикта. Подигнут је на месту на којем су Турци обесили покретаче устанка - на левој обали Нишаве, код тврђавског моста. Пренет је 1959. године у Тврђаву због изградње кеја Животе Ђошића. Враћен је код тврђавског моста 1990. на дан ослобођења Ниша од Турака 11. јануара 1990.

## Историја
Спомеником је обележена делатност нишке револуционарне организације, створене 1821. године под утицајем грчког устанка против Турака — Хетерије. Користећи покрет грчког народа за ослобођење, нишка тајна организација припремала је устанак у Нишу и на југу Србије. Устанике је предводио нишки владика Милентије, који је контактирао и са нишким Али-пашом, заповедником града. Чланови покрета су били свештеници, трговци и занатлије. Успоставили су везу са Лесковцем, Врањем, Власотинцем и Пиротом. До устанка није дошло, јер је султан на време интервенисао, пославши у Ниш Хусеин пашу са 5.000 Турака. Хусеин паша је више од два месеца водио истрагу о припремама овог устанка. О резултатима истраге у писму београдском паши, од 28. јула 1821. године, наводи да „пошто је најревносније испитао ствар, погубљени су поменути паша (Али-паша), речени митрополит (митрополит нишки Милентије), двојица свештеника и два ћефира (неверника), који су били утицајни људи у вароши“. Обесивши ову шесторицу код тврђавског моста, 31. маја/12. јуна 1821, Хусеин-паша је угушио устанак у зачетку.
Поред Али-паше, обешене су следеће Нишлије и Нишављани:
| - владика Милентије - прота Стојан Поповић - свештеник Ђорђе Цинцарин | - бакалин Младен Овчаревић - Голуб Мутавџија - Радисав екмекџибаша (старешина хлебарског еснафа) |

Обешени су били све „први људи и у Нишу и у округу и по имућству и по уважењу“. Поред тога тада је у Нишу ухапшено и затворено око две стотине Нишлија а постојале су и гласине о потајним турским егзекуцијама и нестанку многих људи.
Бугарске окупационе власти у Нишу измениле су значења споменика додавањем плоче на којој је стајало да је споменик подигнут у славу „пет Бугарина из Ниша“. У једном историјском тренутку споменик је привремено добио ново значење и: постао симбол отпора бугарских хришћана против исламско-турске власти. По завршетку Првог светског рата, споменику је враћен првобитни изглед споменика, са иницијалним натписом.

## Значај
Споменик припада корпусу јавних националних споменика насталих током 19. и у првим деценијама 20. века на територији Србије који се посвећују важним историјским догађајима и херојима.
За Ниш и његову околину споменик је значајан документ борбе Нишлија против Турака, јер обележава почетак организованог отпора југа Србије за ослобођење и први је споменик у ослобођеном Нишу.